# نظام الإشارات الدولي

كيفية قول "تواصل معي!" بتسع لغات.

إن نظام الإشارات الدولي (INTERCO) هو نظام دولي للإشارات والرموز التي تستخدمها السفن لتوصيل الرسائل الهامة المتعلقة بسلامة الملاحة والأمور ذات الصلة. يمكن إرسال الإشارات عن طريق رافعة العلم، ومصباح الإشارة ("الوميض")، وإشارات العلم، والتلغراف اللاسلكي، والهاتف اللاسلكي. ويشكل القانون الدولي التطور الأحدث لمجموعة واسعة من أنظمة إشارات الأعلام البحرية.

## تاريخ

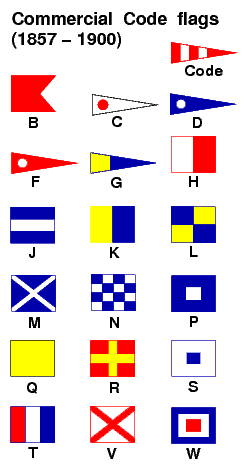
أعلام النظام التجاري حتى عام 1900

سبقت مجموعة متنوعة من الإشارات البحرية والإشارات الخاصة نظام الإشارات الدولي، وأبرزها قانون ماريات، وهو أكثر أعلام الرموز استخدامًا قبل عام 1857. صيّغ ما يسمى الآن بنظام الإشارات الدولي في عام 1855 من قبل مجلس التجارة البريطاني ونشر في عام 1857 باعتباره النظام التجاري. وجاء في قسمين: الأول يحتوي على إشارات عالمية ودولية، والثاني إشارات بريطانية فقط. استخدم ثمانية عشر إشارة منفصلة (انظر الرسم البياني) لإنشاء أكثر من 70 ألف رسالة ممكنة. حُذفت الحروف المتحركة من المجموعة لتجنب كتابة أي كلمة قد تكون غير مقبولة في أي لغة، كما حُذفت بعض الحروف التي لا تستخدم إلا قليلاً. روجع النظام من قبل مجلس التجارة في عام 1887، وعُدّل في المؤتمر الدولي عام 1889 في واشنطن العاصمة  دخل نظام الإشارات الدولي الجديد حيز التنفيذ رسميًا في جميع أنحاء العالم في 1 يناير 1901. في البداية استخدم بالتزامن مع النظام القديم حتى 1 يناير 1902، ثم استخدم حصريًا بعد 1 يناير 1903. في هذه النسخة الجديدة، زيدت عدد الأعلام من 18 علمًا بالإضافة إلى راية الرمز إلى 26 علمًا وراية الرمز. تمثل الأعلام الثمانية الجديدة حروف العلة (AEIOU) والحروف (XYZ). 
نُشرت نسخة مختلفة قليلاً في مجلة إشارات براون، الطبعة الثامنة عشر، فبراير 1916، الصفحات 9-28. كانت تشارلي، ودلتا، وإيكو، وفوكستروت، وجولف هي الرايات المقابلة للرايات الرقمية الأكثر حداثة 1، 2، 3، 4 و5. بخلاف ذلك، يبدو أن الحروف تتوافق مع التنسيقات الأكثر حداثة. 
تم اختبار الكود بشدة خلال الحرب العالمية الأولى، وتبين أنه "عند ترميز الإشارات، كلمة بكلمة، كانت المناسبات التي فشلت فيها الإشارة أكثر عددًا من تلك التي كانت النتيجة فيها ناجحة".  اجتمعت القوى الخمس الرئيسية المتحالفة والمرتبطة في باريس عام 1920 واقترحت تشكيل اتحاد الاتصالات الكهربائية العالمي في 8 أكتوبر 1920 في واشنطن العاصمة  اقترحت المجموعة تعديلات على النظام الدولي للإشارات، واعتمدت أبجدية هجائية صوتية، لكن لم يتم الاتفاق على إنشاء المنظمة.وقد ناقش مؤتمر الراديو التلغرافي الدولي الذي عقد في واشنطن عام 1927  مقترحات لمراجعة جديدة للقانون، بما في ذلك الإعداد بسبع لغات: الإنجليزية والفرنسية والإيطالية والألمانية واليابانية والإسبانية والنرويجية. تم الانتهاء من هذه الطبعة الجديدة في عام 1930 وتم اعتمادها من قبل المؤتمر الدولي للتلغراف الراديوي الذي عقد في مدريد في عام 1932.  كما أنشأ مؤتمر مدريد لجنة دائمة للمراجعة المستمرة للقانون. قدمت النسخة الجديدة مفردات الطيران وقسمًا طبيًا كاملاً بمساعدة ونصيحة المكتب الدولي للصحة العامة. كما تم إدراج عدد معين من الإشارات للاتصالات بين السفن وأصحاب السفن والوكلاء وأحواض الإصلاح وأصحاب المصلحة البحريين الآخرين. دخل قانون الإشارات الدولي الجديد حيز النفاذ رسميًا في جميع أنحاء العالم في الأول من يناير 1934. تم تقديم ثلاثة عشر علمًا جديدًا، حيث تم استبدال الرايات المثلثية المستخدمة للأحرف C وD وE وF وG بأعلام مربعة جديدة، وأصبحت الأرقام 1 و2 و3 و4 و5. تم تقديم الأرقام 6 و7 و8 و9 و0 من خلال خمسة أعلام جديدة، وتمت إضافة ثلاثة أعلام بديلة جديدة. 
بعد الحرب العالمية الثانية، اقترح مؤتمر الراديو الدولي لعام 1947 التابع للاتحاد الدولي للاتصالات أن يقع قانون الإشارات الدولي ضمن اختصاص المنظمة الاستشارية البحرية الحكومية الدولية (IMCO)، والتي أصبحت المنظمة البحرية الدولية.  في يناير 1959، قررت الجمعية الأولى للمنظمة أن تتولى المنظمة جميع الوظائف التي كانت تؤديها آنذاك اللجنة الدائمة لقانون الإشارات الدولي.
في عام 1961، أقرت الجمعية الثانية للمنظمة الاستشارية البحرية خططًا لإجراء مراجعة شاملة لنظام الإشارات الدولي لتلبية احتياجات البحارة. وقد تم إعداد المراجعات باللغات السبع السابقة بالإضافة إلى اللغتين الروسية واليونانية.
تم تعديل القانون في عام 1964 مع الأخذ في الاعتبار التوصيات الصادرة عن الاتفاقية الدولية لسلامة الحياة في البحر (SOLAS) لعام 1960 ومؤتمر الراديو الإداري لعام 1959.  وشملت التغييرات تحولاً في التركيز من الاتصالات العامة إلى سلامة الملاحة، والتخلي عن طريقة "المفردات" في كتابة الرسائل كلمة بكلمة، والتكيف مع جميع أشكال الاتصالات، والقضاء على أقسام الراديو والجغرافيا المنفصلة. اعتمد النظام في عام 1965.
يتم حاليًا صيانة قانون الإشارات الدولي من قبل المنظمة البحرية الدولية، والتي نشرت نسخة في عام 2005.

## المعايير

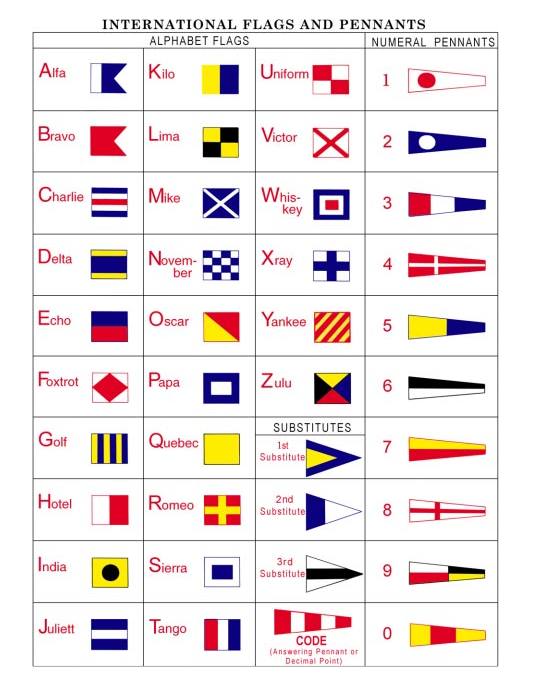
مخطط قياسي لـ "الأعلام والرايات الدولية" من قانون الإشارات الدولي.

"الغرض من قانون الإشارات الدولي هو توفير طرق ووسائل الاتصال في المواقف المتعلقة بشكل أساسي بسلامة الملاحة والأشخاص، وخاصة عندما تنشأ صعوبات لغوية."  وقد تم ذلك من خلال إنشاء أبجدية موحدة أولاً (الحروف من A إلى Z والعشرة أرقام)، إلى جانب الشكل المنطوق لكل حرف (لتجنب الخلط بين الحروف المتشابهة في الصوت، مثل b و p و v)، وربط هذه الأبجدية بالأعلام الموحدة. (انظر الرسم البياني)
يتم تعيين مجموعات من هذه الأحرف الأبجدية الرقمية كرموز لمختلف الرسائل القياسية. على سبيل المثال، قد يرغب ربان السفينة في التواصل مع سفينة أخرى، حيث قد لا يعمل جهاز الراديو الخاص به أو لا تكون علامة نداء السفينة الأخرى معروفة أو قد لا تكون السفينة الأخرى تحتفظ بمناوبة راديو. كل ما عليه فعله هو رفع علم كيلو (انظر الرسم البياني في الأعلى)، أو إرسال ما يعادله في شفرة مورس (شرطة-نقطة-شرطة) عن طريق وميض الضوء؛ وهذا يحمل الرسالة المخصصة "أرغب في التواصل معك".
ومن بين الفوائد العملية لاستخدام النظام أن جميع الرسائل الموحدة تأتي بتسع لغات (الإنجليزية، الفرنسية، الإيطالية، الألمانية، اليابانية، الإسبانية، النرويجية، ومنذ عام 1969، الروسية واليونانية). وهذا يحل المشاكل التي قد تنشأ عندما يكون المرسل والمستقبل لرسالة يجيدون لغات مختلفة فقط؛ فكل لغة لديها كتاب يحتوي على رسائل مكافئة مرتبطة بنفس الرمز. وهذا مفيد أيضًا في مجال الاتصالات الهاتفية اللاسلكية، أو حتى عندما تكون السفن ضمن مسافة النداء، إذا لم تكن هناك لغة مشتركة.
ويغطي النظام أيضًا الجوانب الإجرائية (كيفية بدء مكالمة، وتنسيق الرسالة، وكيفية تنسيق التاريخ والوقت، وما إلى ذلك)، وكيف تشير السفن البحرية (التي تستخدم عادةً رموزها الخاصة) إلى أنها تستخدم النظام الموحد (عن طريق رفع علم الرمز)، والاستخدام في الاتصالات الراديوية (استخدام الكلمة المنطوقة "انتركو") ومختلف الأمور الأخرى (مثل كيفية توجيه طائرة لسفينة إلى سفينة أخرى في حالة محنة وكيفية إصدار أمر للغواصات المجهولة بالصعود إلى السطح).

## الإشارات

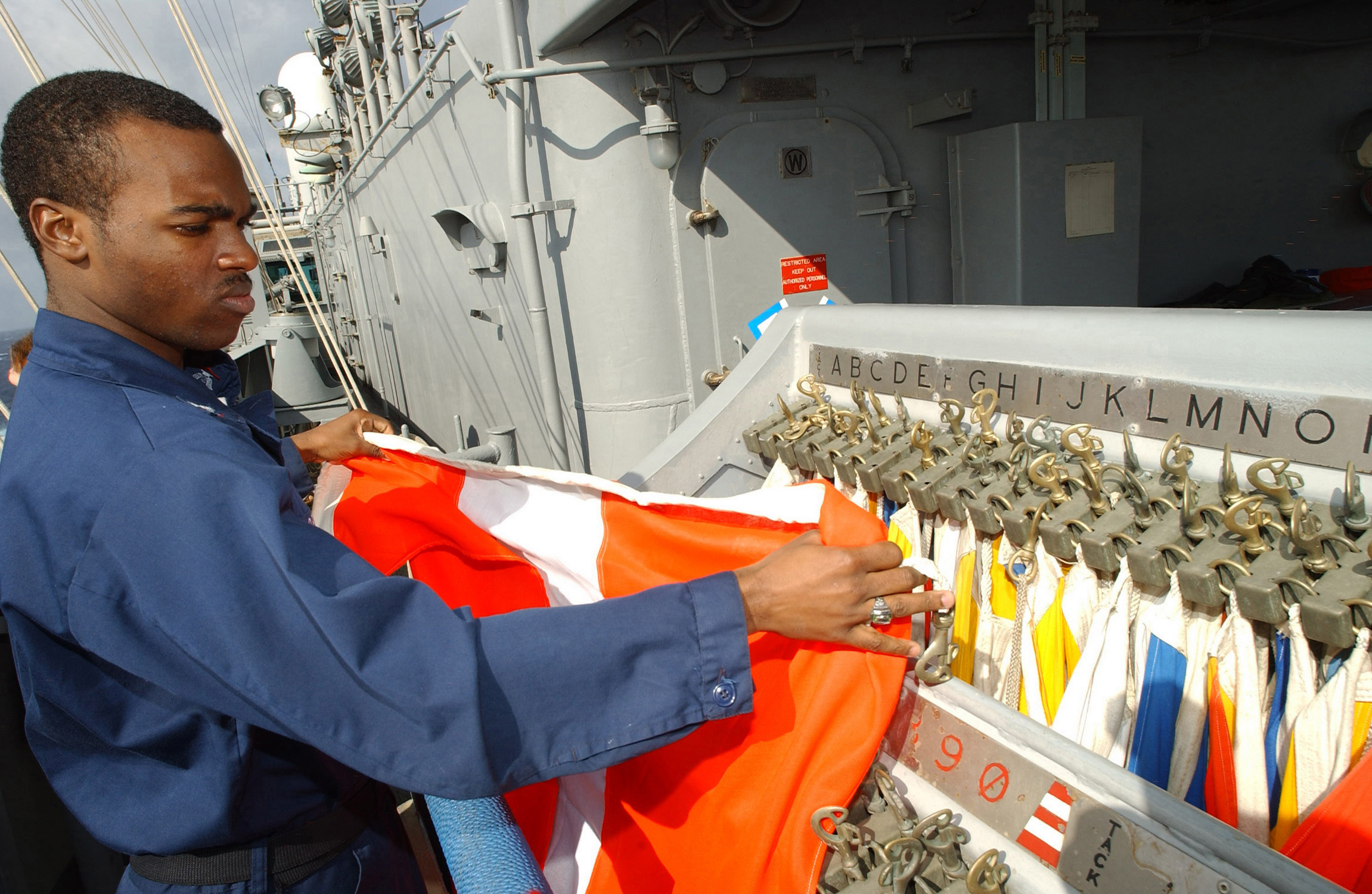
بحار على متن سفينة تابعة للبحرية الأمريكية يستعد لرفع الإشارة

قبل عام 1969، كان النظام أكثر شمولاً، إذ كان يغطي نطاقًا أوسع من الرسائل ويتضمن قائمة من رموز مكونة من خمسة أحرف لكل موقع بحري بارز في العالم. منذ عام 1969، تم تقليصه ليركز على الملاحة والسلامة، بما في ذلك القسم الطبي. يمكن تصنيف الإشارات إلى ثلاث مجموعات:
- إشارات مكونة من حرف واحد والتي تعتبر عاجلة أو مهمة أو شائعة للغاية.
- إشارات مكونة من حرفين لرسائل أخرى، تتبعها في بعض الأحيان "مكملة" رقمية تكمل الرسالة أو تعدلها.
- إشارات مكونة من ثلاثة أحرف تبدأ بحرف "M"؛ هذه هي رموز الإشارات الطبية.

في بعض الحالات، تتم إضافة أحرف إضافية للإشارة إلى الكميات أو الاتجاه أو المسار أو المسافة أو التاريخ أو الوقت أو خط العرض أو خط الطول. ويوجد أيضًا نص خاص بتهجئة الكلمات والإشارة إلى استخدام رموز أخرى. تظهر على اليمين العديد من الإشارات المكونة من حرف واحد الأكثر شيوعًا. تغطي الإشارات المكونة من حرفين مجموعة واسعة من المواقف.
قد تكون الأحرف المتكررة مشكلة في العلم. لتجنب الحاجة إلى حمل مجموعات متعددة من أعلام الإشارة، يستخدم الكود ثلاثة أعلام "بديلة" (أو "مكررة"). تكرر هذه العلم في الموضع المشار إليه. على سبيل المثال، للإشارة إلى MAA ("أطلب نصيحة طبية عاجلة")، يتم رفع أعلام مايك وألفا والبديل الثاني، حيث يشير البديل إلى تكرار الحرف الثاني.

## رمز الإشارة الطبية
يعد نظام الإشارة الطبية  (المدمج في قانون الإشارات الدولي منذ عام 1930) وسيلة لتقديم المساعدة عندما لا يكون الطاقم الطبي موجودًا. في مثل هذه الحالات، يفضل استخدام اللغة البسيطة بشكل عام (من المفترض عبر الهاتف اللاسلكي)، ولكن الرموز المختلفة توفر طريقة مختصرة لإبلاغ الطبيب بطبيعة المشكلة حيث توجد صعوبات في اللغة أو التواصل، وفي المقابل العلاج الموصى به. حتى في الحالات التي لا توجد فيها مشاكل لغوية، يظل رمز الإشارة الطبية مفيدًا في توفير طريقة قياسية لوصف الحالة وعلاجها. هناك أيضًا قائمة قياسية للأدوية، مرتبطة بصندوق الأدوية القياسي الموجود على متن السفن والذي تحمله جميع السفن التجارية. تبدأ جميع الإشارات الطبية بالحرف "M" (مايك) متبوعًا بحرفين آخرين، وأحيانًا بأرقام أو أحرف إضافية.

## إشارات العلم الواحد
| حرف، كلمة إملائية، نطق       | العلم | المعنى | المعنى |
| حرف، كلمة إملائية، نطق       | العلم | كعلم مفرد | مع المكملات العددية |
| ---------------------------- | ----- | --- | --- |
| A Alfa ‎[ˈal.fa]‏              |       | "لقد غرقت؛ حافظ على مسافة بعيدة بسرعة بطيئة." | السمت أو المحمل |
| B Bravo ‎[ˈbrɑː.voʊ]‏          |       | "أنا أقوم بإدخال أو تفريغ أو حمل مواد خطرة." (استخدمت هذه العبارة في الأصل من قبل البحرية الملكية البريطانية خصيصًا للمتفجرات العسكرية.) | |
| C Charlie ‎[ˈtʃɑː.li]‏         |       | "إيجابي." | دورة بالدرجات المغناطيسية (ثلاثة أرقام تشير إلى الدرجات. تستخدم الأصفار الأولية للقيم الأقل من 100.) |
| D Delta ‎[ˈdɛl.tə]‏            |       | "ابتعد عني؛ فأنا أتحرك بصعوبة." | التاريخ (الرقمان الأولان يشيران إلى اليوم؛ والرقمان التاليان يشيران إلى الشهر؛ والرقمان الآخران يشيران إلى الرقمين الأخيرين من السنة إذا لزم الأمر. ويستخدم الأصفار الأولية للقيم المكونة من رقم واحد.) |
| E Echo ‎[ˈɛk.oʊ]‏              |       | "أنا أغير مساري إلى اليمين." | |
| F Foxtrot ‎[ˈfɔks.trɔt]‏       |       | "أنا معاق، تواصل معي." | |
| G Golf ‎[gɔlf]‏                |       | "أحتاج إلى مرشد بحري." من قبل سفن الصيد القريبة من مناطق الصيد: "أنا أسحب الشباك." | خط الطول (الرقمان الأولان أو الثلاثة يشيران إلى الدرجات؛ والرقمان الأخيران يشيران إلى الدقائق.) |
| H Hotel ‎[hoʊˈtɛl]‏            |       | "لدي مرشد على متن السفينة." | |
| I India ‎[ˈɪn.dɪə]‏            |       | "سأغير مساري إلى الميناء." | |
| J Juliet ‎[ˈdʒuː.ljɛt]‏        |       | "حريق ولدي شحنة خطيرة على متن السفينة: ابتعد عني تمامًا." أو "لدي تسريب شحنة خطيرة." | |
| K Kilo ‎[ˈki.loʊ]‏             |       | "أريد التواصل معك." | "أرغب في التواصل معك من خلال...": 1) إشارات مورس بواسطة الأعلام اليدوية أو الأسلحة؛ 2) مكبر الصوت؛ 3) مصباح إشارات مورس؛ 4) الإشارات الصوتية.                                                           |
| L Lima ‎[ˈli.mə]‏              |       | "يجب عليك إيقاف سفينتك على الفور." | خط العرض (الرقمان الأولان يشيران إلى الدرجات، والرقمان الأخيران يشيران إلى الدقائق.) |
| M Mike ‎[maɪk]‏                |       | "لقد توقفت سفينتي ولم يعد بإمكانها الإبحار عبر الماء." | |
| N November ‎[noʊˈvɛm.bə]‏      |       | "سلبي." | |
| O Oscar ‎[ˈɔs.kə]‏             |       | "رجل في البحر". | |
| P Papa ‎[ˈpa.pə]‏              |       | السفينة الزرقاء. في الميناء: يجب على جميع الأشخاص الإبلاغ عن أنفسهم على متن السفينة حيث تستعد للإبحار. في البحر: قد تستخدمها سفن الصيد بمعنى: "لقد اصطدمت شباكي بعائق ما". | |
| Q Quebec ‎[kəˈbɛk]‏            |       | "سفينتي "صحية" وأطلب الممارسة المجانية." | |
| R Romeo ‎[ˈroʊ.mjoʊ]‏          |       | لا يوجد معنى له كعلم مفرد. قبل عام 1969: "الطريق خارج سفينتي؛ يمكنك أن تتحسس طريقك من خلالي". | المسافة (المدى) بالأميال البحرية. |
| S Sierra ‎[siˈɛrə]‏            |       | "أنا أعمل بالدفع الخلفي." | السرعة بالعقدة |
| T Tango ‎[ˈtaŋ.goʊ]‏           |       | "ابتعد عني؛ فأنا منخرط في الصيد." | الوقت المحلي. (الرقمان الأولان يشيران إلى الساعات، والرقمان الأخيران يشيران إلى الدقائق.) |
| U Uniform ‎[ˈjuː.nɪ.fɔːm]‏     |       | "أنت في خطر." | |
| V Victor ‎[ˈvɪk.tə]‏           |       | "أحتاج إلى المساعدة." | السرعة بالكيلومتر في الساعة. |
| W Whiskey ‎[ˈwɪs.ki]‏          |       | "أحتاج إلى مساعدة طبية." | |
| X Xray ‎[ˈɛks.reɪ]‏            |       | "توقف عن تنفيذ نواياك وراقب إشاراتي." | |
| Y Yankee ‎[ˈjaŋ.ki]‏           |       | "أنا أسحب مرساتي." | |
| Z Zulu ‎[ˈzuː.luː]‏            |       | "أحتاج إلى قاطرة." من قبل سفن الصيد القريبة من مناطق الصيد: "أنا أقوم برمي الشباك." | (توقيت عالمي منسق). الرقمان الأولان يشيران إلى الساعات، والرقمان الأخيران يشيران إلى الدقائق. |
| الأرقام                      |       | | |
| 0 Nadazero ‎[ˌna.daˈzɪə.roʊ]‏  |       | يتم استخدام هذا وما يليه كأرقام لتكملة الإشارات الأخرى. | |
| 1 Unaone ‎[ˌuː.nəˈwʌn]‏        |       | | |
| 2 Bissotwo ‎[ˌbɪs.oʊˈtuː]‏     |       | | |
| 3 Terrathree ‎[ˌtɛr.əˈtri]‏    |       | | |
| 4 Kartefour ‎[ˌkɑː.təˈfɔː.wə]‏ |       | | |
| 5 Pantafive ‎[ˌpan.təˈfaɪf]‏   |       | | |
| 6 Soxisix ‎[ˌsɔk.siˈsɪks]‏     |       | | |
| 7 Setteseven ‎[ˌsɛ.təˈsɛv.ən]‏ |       | | |
| 8 Oktoeight ‎[ˌɔk.toʊˈeɪt]‏    |       | | |
| 9 Novenine ‎[ˌnoʊ.veˈnaɪ.nə]‏  |       | | |
| متنوع                        |       | | |
| البديل الأول                 |       | تُستخدم لتكرار العلم الأول للرافعة لاحقًا داخل نفس المجموعة. تتيح هذه الطريقة والبديلان الآخران إرسال أي مجموعة مكونة من أربعة أحرف أو أرقام باستخدام مجموعة واحدة فقط من الأعلام. | |
| البديل الثاني                |       | يستخدم لتكرار العلم الثاني للرافعة لاحقًا داخل نفس المجموعة. | |
| البديل الثالث                |       | يستخدم لتكرار العلم الثالث للرافعة لاحقًا داخل نفس المجموعة. | |
| رمز/إجابة الراية             |       | عند الانحدار (حوالي منتصف الطريق إلى أعلى حبل الراية): جاهز لاستقبال الرسالة عن قرب: تم استلام الرسالة وفهمها (ثم يتم سحب العلم مرة أخرى عند الانحدار لاستقبال الراية التالية) الإنزال: يشير إلى انتهاء الرسالة. بالأرقام: فاصلة عشرية بواسطة سفينة حربية: عند التحليق فوق رافعة، يشير إلى أن الرسالة يجب قراءتها وفقًا لنظام التحكم في الراية. | |

## أمثلة على إشارات متعددة الأعلام
| العلم | الرمز | المعنى                                                                    |
| ----- | ----- | ------------------------------------------------------------------------- |
|       | AC    | أنا أتخلى عن سفينتي.                                                      |
|       | AD    | سأتخلى عن سفينتي التي تعرضت لحادث نووي وهي مصدر محتمل لخطر الإشعاع.       |
|       | AN    | أحتاج إلى طبيب.                                                           |
|       | AN 1  | أحتاج إلى طبيب؛ فأنا أعاني من حروق بالغة.                                 |
|       | AN 2  | أحتاج إلى طبيب، لدي ضحايا بسبب الإشعاع.                                   |
|       | EL    | كرر حالة المحنة.                                                          |
|       | EL 1  | ما هو موقف السفينة في حالة المحنة؟                                        |
|       | GM    | لا أستطيع إنقاذ سفينتي.                                                   |
|       | GN 1  | أتمنى أن يتم إنزال بعض الأشخاص من السفينة، وسيبقى الطاقم على متن السفينة. |
|       | IT    | حريق.                                                                     |
|       | JA    | أحتاج إلى أجهزة مكافحة الحرائق.                                           |
|       | JA 4  | أحتاج إلى مواد لطفايات الحريق الرغوية.                                    |
|       | MAA   | أطلب المشورة الطبية العاجلة.                                              |
|       | MAB   | أرجو منك أن تحدد موعدًا في المكان المحدد.                                  |
|       | MAC   | أطلب منكم ترتيب الدخول إلى المستشفى.                                      |
|       | MAD   | أنا على بعد . . . (أشر إلى الرقم) ساعة من أقرب ميناء.                     |
|       | MS 1  | سفينتي هي مصدر خطير للإشعاع؛ يمكنك الاقتراب من جانبي الأيمن.              |
|       | US 4  | لا يمكن فعل أي شيء حتى يصبح الطقس معتدلا.                                 |
|       | NC    | أنا في حالة محنة وأحتاج إلى مساعدة فورية (إشارة استغاثة).                 |
|       | RY    | ابق واضحًا بسرعة بطيئة.                                                    |
|       | AE    | يجب علي أن أتخلى عن سفينتي.                                               |
|       | DX    | أنا أغرق.                                                                 |

## ملحوظات
1. ↑  Historical information from the Preface of ICS 1969.
2. ↑  "The New Signal Code". سيدني مورنينغ هيرالد. 13 فبراير 1901. ص. 8. اطلع عليه بتاريخ 2016-06-01 – عبر National Library of Australia.
3. ↑  "The International Code of Signals (1916)". earlyradiohistory.us.
4. ↑  ICS 1931. Preface.
5. ↑  Universal Electrical Communications Union (6 أكتوبر 1921). "Draft of Convention and Regulations, Washington, D.C., December, 1920" – عبر Google Books.
6. ↑  "International Radiotelegraph Conference (Washington, 1927)". الاتحاد الدولي للاتصالات. اطلع عليه بتاريخ 2021-06-26.
7. ↑  "International Radiotelegraph Conference (Madrid, 1932)". الاتحاد الدولي للاتصالات. اطلع عليه بتاريخ 2021-06-26.
8. ↑  "New Sea Language". The Mercury. Tasmania. 27 ديسمبر 1933. ص. 4. اطلع عليه بتاريخ 2016-06-01 – عبر National Library of Australia.
9. ↑  "International Radio Conference (Atlantic City, 1947)". الاتحاد الدولي للاتصالات. اطلع عليه بتاريخ 2021-06-26. - Recommendation on International Code of Signals, page 10-E (page 357 of 476 of scanned archive)
10. ↑  "Administrative Radio Conference (Geneva, 1959)". الاتحاد الدولي للاتصالات. اطلع عليه بتاريخ 2021-06-26.
11. ↑  ICS 1969، صفحة 2. Unless noted otherwise, all material is sourced from this document.
12. ↑  The Medical Signal Code is described in Chapter 3 of ICS 1969.

## روابط خارجية
- مقتطف من كتاب إشارات براون (1916) ، والذي يوضح الإصدارات السابقة من أعلام ICS.
- المدونة الدولية للإشارات للاتصالات المرئية والصوتية واللاسلكية ، طبعة الولايات المتحدة، 1969 (منقحة في عام 2003)
- الرمز الدولي للإشارات لاستخدام جميع الدول، مكتب المساحة المائية بالولايات المتحدة، 1882.
- Código internacional de señales، Edicion 2005 Spanish edition.
- قانون الإشارات الدولي نسخة محفوظة 2011-06-12 على موقع واي باك مشين. الطبعة الفرنسية.
- النسخة السويدية من Signalflaggor ، مع ثلاثة أعلام إضافية (Åke، Ärlig، Östen) تستخدم باللغة السويدية.
- برنامج مجاني يعلم ويترجم أعلام ICS
- إشارات الملاحة البحرية والأعلام والاختصارات نسخة محفوظة 2021-04-18 على موقع واي باك مشين.
- Allships - الاختبار الذاتي البحري لقانون إشارات العلم الدولي.